# آلن مورگان (قایقران قایق بادبانی)
آلن مورگان (انگلیسی: Alan Morgan; ۳۰ مارس ۱۹۰۹ – ۲۲ ژوئن ۱۹۸۴) قایقران قایق بادبانی اهل ایالات متحده آمریکا بود.